# بروديدوموس جينيكولوس
بروديدوموس جينيكولوس هو نوع من العناكب في عائلة بروديدوموس.

## انتشار
هذا النوع مستوطن في ولاية مدنين في تونس. تتكاثر قرب مدنين.

## وصف
يبلغ قياس الأنثى من العينة النمطية 4,5 مم.

## علم اللاهوت النظامي والتصنيف
تم وصف هذا النوع من قبل Dalmas في عام 1919.

## المنشور الأصلي
- "Synopsis des araignées de la famille des Prodidomidae". Annales de la Société entomologique de France (بالفرنسية). 87: 290-340. 1919. ISSN:0037-9271. Dalmas. Archived from the original on 2023-06-08. Retrieved 2023-06-25..

## روابط خارجية
- (بالإنجليزية) مرجع قاعدة بيانات التنوع الحيواني (ADW) : Prodidomus geniculosus (consulté le 25 يونيو 2023).
- (بالإنجليزية) مرجع المكتبة الحيوية (BioLib) : Prodidomus geniculosus Dalmas, 1919   (consulté le 25 يونيو 2023).
- (بالإنجليزية) مرجع دليل الحياة : Prodidomus geniculosus Dalmas, 1919  (consulté le 25 يونيو 2023).
- (بالfr+en) مرجع موسوعة الحياة (EOL) : Prodidomus geniculosus Dalmas 1919  (consulté le 25 يونيو 2023).
- (بالfr+en) مرجع مرفق معلومات التنوع الحيوي العالمي (GBIF) : Prodidomus geniculosus Dalmas, 1919  (consulté le 25 يونيو 2023).
- (بالfr+en) مرجع نظام المعلومات التصنيفية المتكامل (ITIS) : Prodidomus geniculosus Dalmas, 1919 (consulté le 25 يونيو 2023).
- (بالإنجليزية) مرجع المُفَهرِس والمنظِّم الحيوي العالمي (UBIO) : تم الإعلان عن إيقاف الموقع في 7 أبريل 2023. .
- (بالإنجليزية) مرجع فهرس كافة العناكب : Prodidomus geniculosus Dalmas, 1919 من فصيلة الـ Prodidomidae +قاعدة البيانات (consulté le 25 يونيو 2023).